# Wynn Macau
Wynn Macau, operado por Wynn Resorts, es un lujoso resort casino en Macao. El hotel cuenta con juegos habitaciones lujosas, restaurantes, tiendas de diseñadores, spa, y una coreografía en el lago. El Wynn es el primer hotel-estilo-Las Vegas en Asia.[cita requerida] Fue inaugurado el 6 de septiembre de 2006.
La primera etapa del Wynn Macau cuenta con 600 habitaciones de hotel y suites, alrededor de 212 mesas de juegos y 375 máquinas de juegoss en un área aproximada de 100 000 pies cuadrados (10 000 m²) espacio de casino, 5 restaurantes, 26 000 pies cuadrados (2400 m²) de espacio comercial, un icono con un árbol de oro que representa la prosperidad, una piscina termal, un spa, salones, 2 lounge & bar y 22,000 pie cuadrados para conferencias y convenciones.

## Expansión futura

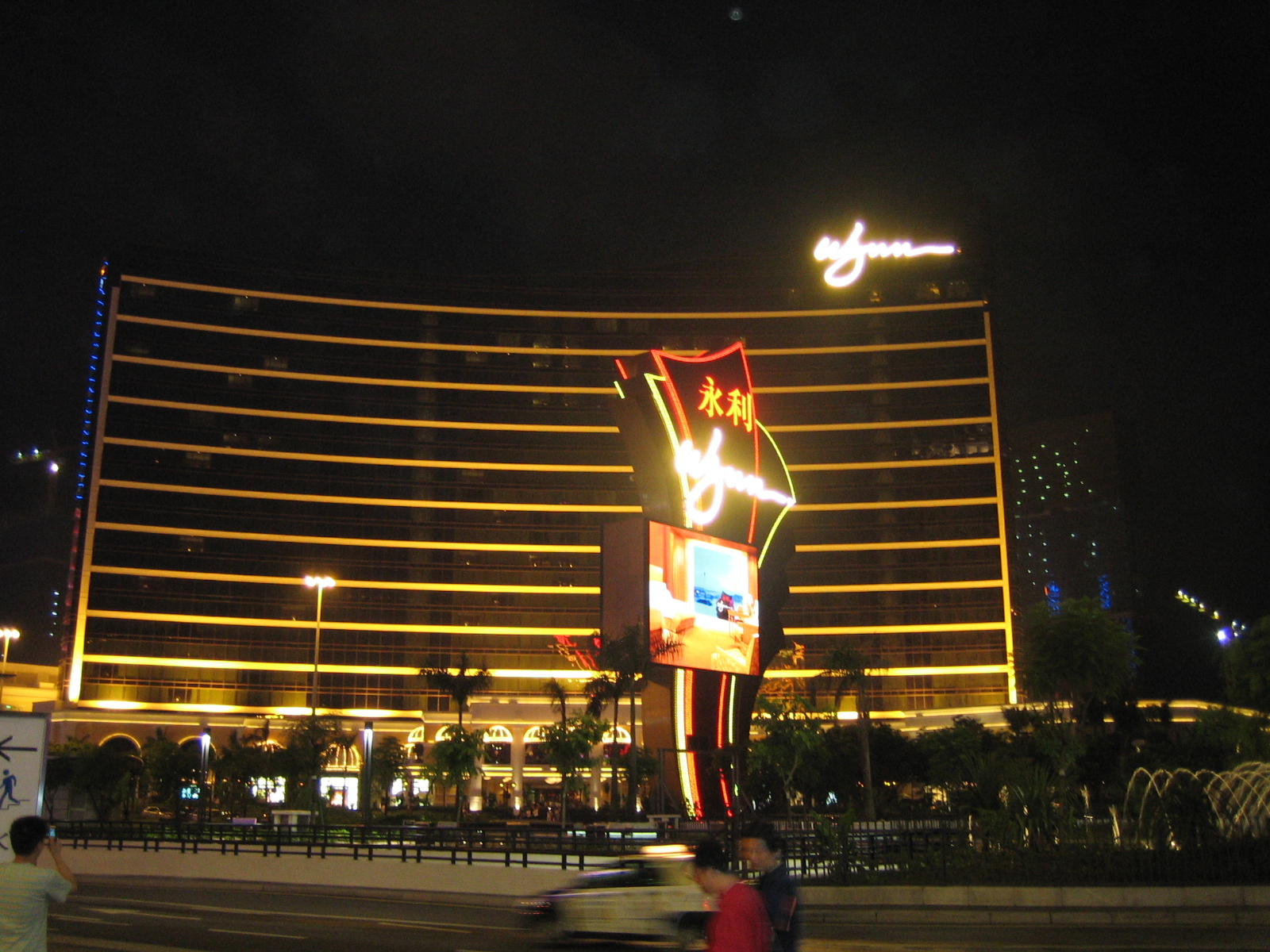
Wynn Hotel and Casino, Macau, en la noche.

Los planes para la segunda etapa de Wynn Macau fueron anunciados en 2005. El hotel Wynn Macau planea abrir aproximadamente 25 000 pies cuadrados (2300 m²) de espacio adicional en el área de casinos en el Wynn Macau en el tercer trimestre del 2007, en la que incluirá 25 mesas de juegos 200 máquinas de juegos, al igual que otro restaurante. Después que este terminada y abra la segunda etapa, la expansión agregara más espacio de casino, restaurantes gourmes, espacio comercial, un teatro y un show en la parte frontal del hotel.
Se espera que la torre Wynn Diamond Suites hotel sea inaugurada en el 2010.
Wynn Resorts también presentó una aplicación al gobierno de Macao para adquirir un nuevo terreno de 54 acres en Cotai Strip en Macao para futuros desarrollos.

## Restaurantes
Alta cocina
- Okada
- Ristorante il Teatro
- Wing Lei

Cocina casual
- Cafe Esplanada
- Red 8

Bar & Lounge
- Cinnebar
- Wing Lei Lounge

## Wynn Esplanade
- Bvlgari
- Chanel
- Christian Dior
- Dunhill
- Ermengildo Zegna
- Fendi
- Ferrari
- Giorgio Armani
- Gucci
- Hermes
- Hugo Boss
- Louis Vuitton
- Piaget
- Prada
- Rolex
- Tiffany & Co.
- Van Cleef & Arpels
- Versace
- Vertú
- Wynn Signature Shop
- Wynn & Company Watches & Jewelry

## Árbol de la prosperidad
El Árbol es un show que usa flashes centelleantes para formar esculturas cinéticas, vídeos, luces y música. El Árbol de la Prosperidad fue diseñado para atraer y entretener  a los huéspedes que van entrando a Wynn Macau. El atrio también muestra varios símbolos asiáticos especialmente de China, e incluye una araña de luces, siendo el único árbol de su tipo, simbolizando la prosperidad.[cita requerida]

## Show en el lago
Unos majestuosos penachos de agua y fuego que bailan al ritmo de la música que penetran en el exuberante entorno, también la presencia de las luces centelleantes de colores proveen entretenimiento a los huéspedes del hotel y turistas. La fuente fue diseñada por WET Design en Sun Valley, California